# Radat
Radat – wieś położona w południowo-wschodniej części Albanii w gminie Qendër Leskovik. Wieś znajduje się 150 kilometrów od stolicy państwa, Tirany.